# واداوالاکاندا
واداوالاکاندا (به لاتین: Wadawalakanda) یک منطقهٔ مسکونی در سری‌لانکا است که در استان مرکزی (سری‌لانکا) واقع شده‌است.